# Waizenbach (Vilshofen)
```
Waizenbach
 ist ein 
Stadtteil
 von 
Vilshofen an der Donau
 im 
niederbayerischen
 
Landkreis Passau
.
```

## Geographie
Waizenbach liegt knapp zwei Kilometer südwestlich des Stadtzentrums. Das Dorf besteht aus einer Mischung von Alt- und Neubauten. Anliegend ist die Siedlung am Klosteracker und die Abteikirche Heiligste Dreifaltigkeit. Innerhalb weniger Minuten lässt sich zu Fuß oder mit der Busanbindung das Zentrum Vilshofens erreichen.

## Zukunft
Für die Zukunft ist in der Nähe eine Filiale der Supermarktkette Edeka geplant.